# Бібліопсихологія
Бібліопсихологія — галузь психології, яка вивчає особистість як читача, процес читання, вплив книги на особистість, сприйняття книги читачем, творчу взаємодію між письменником і читачем.

## Історія
Засновником бібліопсихології є Микола Олександрович Рубакін. Все життя він присвятив книзі. Особливе значення для характеристики М. Рубакіна як ученого-теоретика та практика-експериментатора мала його праця «Психологія читача та книги: короткий вступ до бібліологічної психології» (1922), яку вчений присвятив висвітленню бібліопсихологічної теорії, розробленої ним на основі вивчення мови, психіки та психології читача. Її суть полягає в наявності взаємозв'язку між читачами, психікою та книгою. Водночас науковець розглядав бібліопсихологію як психологію книжкової справи. Останні 30 років життя Микола Олександрович приділяв багато уваги розвитку своєї теорії і став одним з організаторів Міжнародного інституту бібліопсихології (1928).
Наприкінці 1920-х рр. теорія бібліопсихології мала своїх послідовників, але більшість фахівців не сприймали її і вважали псевдонаукою. Ліквідація бібліопсихології як напряму і зачислення Миколи Олександровича Рубакіна до категорії напівзаборонених авторів відкинули дослідження цієї проблематики майже на півстоліття.
Нині питання бібліопсихології знову в полі зору науковців, які звертаються до творчої спадщини М. Рубакіна — засновника й активного пропагандиста цієї теорії. Тривалий час перебуваючи за кордоном, М. Рубакін не переривав зв'язків з батьківщиною, підтримував контакти з видавцями та науковцями. Майже до 1930-х рр. у Радянському Союзі видавалися його твори, наукові праці.

## Бібліопсихологічні терміни

### Проєкція книги
Микола Олександрович Рубакін вводить поняття проєкції книги. Його суть в тому, що сприйняття книги в першу чергу залежить від досвіду особистості. А він дуже різний. І причин тому декілька: і психобіологічні особливості (тип нервової системи, вибірковість реакції на «події», вербальне чи образне мислення) і характер виховання (директивний чи вільний), вид професійної діяльності (гуманітарний чи природничий, творчий чи рутинний). Ось ця плинність, різнорідність, різноцінність досвіду, його різноманітна глибина і сила дозволяють в усній і письмовій людській мові чути і бачити не одне і те ж: вона виступає як проєкція людського чуття і бачення.
Скажемо ще так, книга існує лише потенційно — в вигляді можливості утворення у читача смислу, образів, емоцій. Книга — це лише можливий зміст, лише в ній він застиглий і рівний сам собі. При сприйнятті книги читачем, вона опиняється в полі його мнемотичного впливу, в енергетично-смисловому полі особистості. Це поле неминуче змінює і перерозподіляє зміст. Воно виявляється рівним не само собі, а тому змісту, який обумовлюється смисловим досвідом людини. Іншими словами, зміст вноситься в книгу, а точніше стає таким, яким його бачить особистість з певним досвідом. Досвід є рамкою і змушує читача чути і бачити те, що йому психологічно близьке і потрібне. Це і є проєкція книги.

### Закон Еміля Геннекена-Рубакіна
Кожен літературний твір несе найбільший емоційний вплив на того читача, психічна структура якого найбільш відповідає психічному типу автора цього твору. Рубакін переконався не тільки в тому, що для одних читачів текст — це переважно ланцюжок подій, для других — мелодія, для третіх — кольори, для четвертих — поняття. Одні бачать картини, інші — словесні ряди. А що читачі ще поділяються на екстравертів — людей, що орієнтуються на зовнішній світ, на події і інтровертів, — людей, що орієнтуються на внутрішній світ. Отже, показники темпераменту важливі для сприйняття книги. Микола Олександрович Рубакін проводив ще багато досліджень і обширно дослідив цю науку.